# Lanta (Benin)
Lanta è un arrondissement del Benin situato nella città di Klouékanmè (dipartimento di Kouffo) con 10.819 abitanti (dato 2006).